# 米高·彭斯·比隆
米高·彭斯·比隆（Michel Pensée Billong，1973年6月16日—），喀麥隆职业足球运动员，现已退役，他曾為喀麥隆國家隊出戰1998年世界盃。

## 連結
- Player : Billong, Michel Pensee （页面存档备份，存于） at National football teams （英文）
- Michel Pensée Billong （页面存档备份，存于） at playerhistory.com （英文）
- Michel PENSEE （页面存档备份，存于） at FIFA.com （英文）
- K-League personal record[永久] 